# بين غودفري
بين غودفري (15 يناير 1998 بيورك في المملكة المتحدة - ) (بالإنجليزية: Ben Godfrey)‏ هو لاعب كرة قدم بريطاني في مركز دفاع. لعب مع شروزبري تاون ونادي يورك سيتي ونورويتش سيتي، يلعب حاليا في نادي إيفرتون فريق الدرجة الممتازة.

## وصلات خارجية
- بين غودفري على موقع الاتحاد الأوربي (الإنجليزية)
- بين غودفري على موقع قاعدة بيانات كرة القدم.إي يو (الإنجليزية)
- بين غودفري على موقع ناشيونال فوتبول تيمز (الإنجليزية)
- بين غودفري على موقع Soccerbase.com (لاعب) (الإنجليزية)
- بين غودفري على موقع Soccerway.com (الإنجليزية)
- بين غودفري على موقع عالم كرة القدم.نت (الإنجليزية)